# Iheb Mbarki
Iheb Mbarki (, ur. 14 lutego 1992 w Bizerta) – piłkarz tunezyjski grający na pozycji bocznego obrońca.

## Kariera klubowa
Od 2006 szkolił się w szkółce piłkarskiej CA Bizertin.
13 lipca 2012 roku podpisał kontrakt z Evian TG.
| Sezon   | Klub        | Kraj    | Rozgrywki | Mecze | Bramki | Rozgrywki Europy | Mecze | Bramki |
| ------- | ----------- | ------- | --------- | ----- | ------ | ---------------- | ----- | ------ |
| 2010/11 | CA Bizertin | Tunezja | T.Ligue 1 | 19    | 1      | -                | -     | -      |
| 2011/12 | CA Bizertin | Tunezja | T.Ligue 1 | 8     | 0      | -                | -     | -      |
| 2012/13 | Evian TG    | Francja | Ligue 1   | 15    | 0      | -                | -     | -      |
| 2013/14 | Evian TG    | Francja | Ligue 1   | 0     | 0      | -                | -     | -      |

Stan na: 12 czerwca 2013 r.

## Kariera reprezentacyjna
W reprezentacji Tunezji Mbarki zadebiutował w 2012 roku.